# Hajo Zeeb
Hajo Zeeb (* 1963) ist ein deutscher Gesundheitswissenschaftler, Epidemiologe und Humanmediziner. Er hat seit 2010 den Lehrstuhl für Epidemiologie der Universität Bremen inne und ist Leiter der Abteilung Prävention und Evaluation des Leibniz-Instituts für Präventionsforschung und Epidemiologie – BIPS. Von 2012 bis 2014 war er zudem Vorsitzender der Deutschen Gesellschaft für Epidemiologie; seit 2024 sitzt er der Deutschen Gesellschaft für Public Health vor.

## Werdegang
Nach seinem Abitur im Jahr 1982 an der Graf-Friedrich-Schule Diepholz studierte Zeeb Humanmedizin und Philosophie an der RWTH Aachen und promovierte dort zum Dr. med. über das Thema Zur Analyse einer Stresssituation: psychologische Folgen einer nuklearen Umweltkatastrophe. Anschließend arbeitete er einige Jahre als Arzt in deutschen und englischen Kliniken, bevor er für drei Jahre als Medical Officer nach Namibia ging. Nach einem Masterstudium in Public Health an der Universität Heidelberg arbeitete er am Deutschen Krebsforschungszentrum (DKFZ) in Heidelberg und später an der Universität Bielefeld.
Zeeb arbeitete später bei der Weltgesundheitsorganisation WHO in Genf in der Abteilung Public Health and Environment, bevor er 2006 an das Institut für Medizinische Biometrie, Epidemiologie und Informatik (IMBEI) des Universitätsklinikums Mainz wechselte. Schließlich folgte er 2010 einem Ruf auf den Lehrstuhl für Epidemiologie der Universität Bremen und wurde dort zudem zum Leiter der Abteilung Prävention und Evaluation des Leibniz-Instituts für Präventionsforschung und Epidemiologie ernannt.
Hajo Zeeb erlangte als Epidemiologie-Experte im Öffentlich-rechtlichen Rundfunk Bekanntheit in einem breiten Teil der Bevölkerung.

## Forschungsschwerpunkte
Zu Zeebs Forschungsschwerpunkten zählen die evidenzbasierte Prävention und Evaluation chronischer Erkrankungen sowie die epidemiologische Forschung zur Gesundheit von Migranten. Forschungsarbeiten zur Strahlenepidemiologie werden u. a. mit Partnern der Universität Nagasaki in Japan durchgeführt.

## Projekte
Zeeb zeichnet verantwortlich für die Umsetzung verschiedener Fachprojekte, darunter:
- Framework für evidenzbasierte Interventionen zur Förderung der Gesundheitskompetenz im Setting der beruflichen Wiedereingliederung
- Gemeindebasierte Integration einer digitalen Intervention für psychische Gesundheit in Pakistan
- Health effects of cardiac fluoroscopy and modern radiotherapy in paediatrics
- Körperliche Aktivität, Gerechtigkeit und Gesundheit: Primärprävention für gesundes Altern
- Modellprojekt zur sektorenübergreifenden Implementierung einer flächendeckenden und qualitätsgesicherten Sport- und Bewegungstherapie bei Krebs
- NAKO Gesundheitsstudie, eine bundesweite Langzeitstudie über die Ursachen und Risikofaktoren von häufigen chronischen Erkrankungen
- National Research Data Infrastructure for Personal Health Data
- Verbesserung der Benutzerfreundlichkeit der mobilen App der Europäischen Union zur Krebsprävention

## Engagement (Auswahl)
Neben seinen hauptberuflichen Verpflichtungen war und ist Zeeb in zahlreichen Fachgesellschaften, Gremien und Beiräten aktiv tätig, darunter:
- Mitglied in der Deutsche Gesellschaft für Epidemiologie (DGEpi), 2011 stellvertretender und von 2012 bis 2014 als Vorsitzender
- Mitglied in der International Epidemiological Association (IEA)
- Mitglied in der Deutsche Gesellschaft für Sozialmedizin und Prävention (DGSMP)
- Mitglied in der Society for Radiological Protection, UK
- Mitglied im Ausschuss A1 „Strahlenrisiko“ der Strahlenschutzkommission (SSK); Arbeitsgruppe „Deutsche Uranbergarbeiterstudien“, Arbeitsgruppe „Strahlenepidemiologische Tabellen“. Mitglied der deutschen UNSCEAR Delegation 2014
- Consultant für die Weltgesundheitsorganisation WHO (seit 2007), für UNSCEAR von 2010 bis 2011
- Editorial Board, Journal of Radiological Protection (seit 2007); Academic Editor, PLOS ONE (seit 2014)
- International Advisor on Health Research after Fukushima, Government of Japan (seit 2011)
- Use and Access Committee, Nationale Kohorte e. V.
- Co-Sprecher des Wissenschaftsschwerpunkts Gesundheitswissenschaften der Universität Bremen. Als Sprecher des Direktoriums leitet er seit 2019 den Leibniz-Wissenschaftscampus Digital Public Health Bremen
- seit 2021 Mitglied im wissenschaftlichen Beirat des Bernhard-Nocht-Instituts für Tropenmedizin
- seit 2024 Vorsitzender der Deutschen Gesellschaft für Public Health

## Publikationen (Auswahl)
Zeeb veröffentlichte Publikationen im Bereich der Gesundheitsförderung, Psychischen Gesundheit, Epidemiologie und Medizin. Zudem hat er Artikel für die von ihn mit herausgegebenen Leitbegriffe der Gesundheitsförderung verfasst. Die Literatur- und Zitationsdatenbank Web of Science weist ihn als Autor oder Mitautor von über 250 Fachartikeln aus, von denen fünf mehr als 1000-mal zitiert worden sind. Google Scholar weist ihm einen h-Index von 68 zu.

### Monografien
- Zur Analyse einer Stresssituation. Psychologische Folgen einer nuklearen Umweltkatastrophe. Dissertation. RWTH Aachen, 1990.
- mit Lisa Lüdders: Methoden der empirischen Forschung. Ein Handbuch für Studium und Berufspraxis. Apollon University Press, Bremen 2020, ISBN 978-3-943001-55-6.

### Herausgebertätigkeit
- mit Oliver Razum, Olaf Müller und Albrecht Jahn: Global Health. Gesundheit und Gerechtigkeit. Huber, Bern 2014, ISBN 978-3-456-85434-2.
- mit Jacob Spallek: Handbuch Migration und Gesundheit. Grundlagen, Perspektiven und Strategien. Hogrefe, Bern 2021, ISBN 978-3-456-85995-8.

### Artikel
- J. Beckert, H. Zeeb, K. K. De Santis: Disaster Preparedness Evaluation Tool (DPET): Adaptation and psychometric evaluation for nurses in Germany. In: Pflege. Band 37, Nr. 2, 2024, S. 79–87. (Ep).
- J. Dratva, D. Schaeffer, H. Zeeb: Digitale Gesundheitskompetenz der Bevölkerung in Deutschland: Aktueller Stand, Konzepte und Herausforderungen. In: Bundesgesundheitsblatt, Gesundheitsforschung, Gesundheitsschutz. Band 67, Nr. 3, 2024, S. 277–284.
- D. Fuhr, K. Wolf-Ostermann, V. Hoel, H. Zeeb: Digitale Technologien zur Verbesserung der psychischen Gesundheit. In: Bundesgesundheitsblatt, Gesundheitsforschung, Gesundheitsschutz. Band 67, Nr. 3, 2024, S. 332–338.
- L. Sell, M. Brandes, B. Brandes, H. Zeeb, H. Busse: Determinants promoting and hindering physical activity in primary school children in Germany: A qualitative study with students, teachers and parents. In: Frontiers in Public Health. Band 12, 2024, S. 1280893.
- H. Singh, F. Samkange-Zeeb, J. Kolschen, R. Herrmann, W. Hübner, N. P. Barnils, T. Brand, H. Zeeb, B. Schüz: Interventions to promote health literacy among working-age populations experiencing socioeconomic disadvantage: Systematic review. In: Frontiers in Public Health. Band 12, 2024, S. 1332720.
- C. Wiessner, S. Licaj, J. Klein, B. Bohn, T. Brand, S. Castell, A. Führer, V. Harth, M. Heier, J. K. Heise, B. Holleczek, S. Jaskulski, C. Jochem, L. Koch-Gallenkamp, L. Krist, M. Leitzmann, W. Lieb, C. Meinke-Franze, R. Mikolajczyk, I. M. Velásquez, N. Obi, T. Pischon, S. Schipf, S. Thierry, S. N. Willich, H. Zeeb, H. Becher: Health service use among migrants in the German National Cohort (NAKO) - The role of birth region and language skills. In: International Journal of Public Health. Band 69, 2024, S. 1606377.
- K. W. Wijekoon Mudiyanselage, K. K. De Santis, F. Jörg, M. Saleem, R. Stewart, H. Zeeb, H. Busse: The effectiveness of mental health interventions involving non-specialists and digital technology in low-and middle-income countries: A systematic review. In: BMC Public Health. Band 24, 2024, S. 77.
- H. Zeeb, B. Schüz, T. Schultz, I. Pigeot: Entwicklungen in der Digitalisierung von Public Health seit: Beispiele aus dem Leibniz-WissenschaftsCampus Digital Public Health Bremen. In: Bundesgesundheitsblatt, Gesundheitsforschung, Gesundheitsschutz. Band 67, Nr. 3, 2024, S. 260–267.
- Hajo Zeeb, Kathrin Günther, Sinja Ernst: Machbarkeitsstudie zum Aufbau einer Geburtskohorte und zur Überprüfung genetischer Prädisposition bei kindlichen Leukämien (prospektive Forschungsansätze). Bundesamt für Strahlenschutz, 2016.
- Hajo Zeeb, Maria Blettner: Strahlenbedingtes Tumorrisiko bei Flugpersonal: Durchführung und Analyse eines zweiten Follow-up. Bundesamt für Strahlenschutz, 2012.